# Esafluoruro di renio
L'esafluoruro di renio è un composto chimico di formula ReF6.

## Sintesi
Si può ottenere per sintesi diretta dagli elementi a 125 °C:
- Re + 3F2 → ReF6

per riduzione dell'eptafluoruro con renio metallico a 300 °C:
- 6 ReF7 + Re → 7 ReF6

## Struttura
La molecola possiede una struttura ottaedrica e la distanza di legame, misurata mediante diffrazione elettronica, risulta di 182,9 pm.